# Lycosa insularis
Lycosa insularis är en spindelart som beskrevs av Lucas 1857. Lycosa insularis ingår i släktet Lycosa och familjen vargspindlar.
Artens utbredningsområde är Kuba. Inga underarter finns listade i Catalogue of Life.